# Musikschule MKS Schaffhausen
Die Musikschule MKS Schaffhausen ist eine der fünf ältesten Musikschulen der Schweiz. Sie ging 1864 aus der Stiftung zur Förderung der ästhetischen und wissenschaftlichen Bildung der Jugend von Johann Conrad Im Thurn hervor. Die öffentliche Musikschule ist der Im Thurn’schen Stiftung Schaffhausen unterstellt und wird von Kanton und Stadt Schaffhausen sowie vereinzelten Gemeinden unterstützt.

## Geschichte

### Gründung
1864 rief Johann Conrad Im Thurn (1809–1882) die Stiftung zur Förderung der ästhetischen und wissenschaftlichen Bildung der Jugend ins Leben. Musik, Kunst und Bildung sollten unter einem Dach stattfinden. Der Schwerpunkt sollte jedoch auf der musikalischen Bildung liegen. Zu diesem Zweck stiftete der vermögende Kaufmann der Stadt Schaffhausen 10'000 Pfund Sterling (umgerechnet 250'000 Franken) und gab bei Nationalrat Friedrich Peyer im Hof in Auftrag, einen passenden Ort für einen Neubau zu suchen. Der Architekt Georg Friedrich Peyer im Hof wurde damit beauftragt, am Herrenacker das Imthurneum zu bauen. Am 1. Dezember 1866 wurde der Betrieb der stiftungseigenen Musikschule mit drei Lehrern und 78 Schülern aufgenommen. Nebst der Musikschule war auch ein Stadttheater vorgesehen, welches 1867 den ordentlichen Spielbetrieb aufnahm.

### Berufsschule
1977 wurde der Musikschule Schaffhausen eine Berufsabteilung für Musik angegliedert. Der Name änderte sich in der Folge in Musikschule und Konservatorium Schaffhausen. 1990 wurde zusätzlich ein Opernstudio eröffnet. 1999 wurde der Ausstieg aus der Berufsabteilung beschlossen, was 2002 zur Auflösung der Berufsschule führte. Die Musikschule blieb unter dem Namen Musikschule MKS Schaffhausen weiterhin bestehen.

### Musikschule Klettgau
Im Jahr 2000 wurde mit der Musikschule Klettgau ein Fusionsvertrag unterzeichnet. Die Musikschule MKS bietet seither den Unterricht für Instrumentalschüler auch im Klettgau an. 2006 zog die Musikschule an den heutigen Standort Rosengasse 26 in das ehemalige Gebäude des Jugendheims. 2014 wurde das 150-Jahr-Jubiläum mit einem grossen Musikfest begangen.

## Angebot

### Musikschule MKS

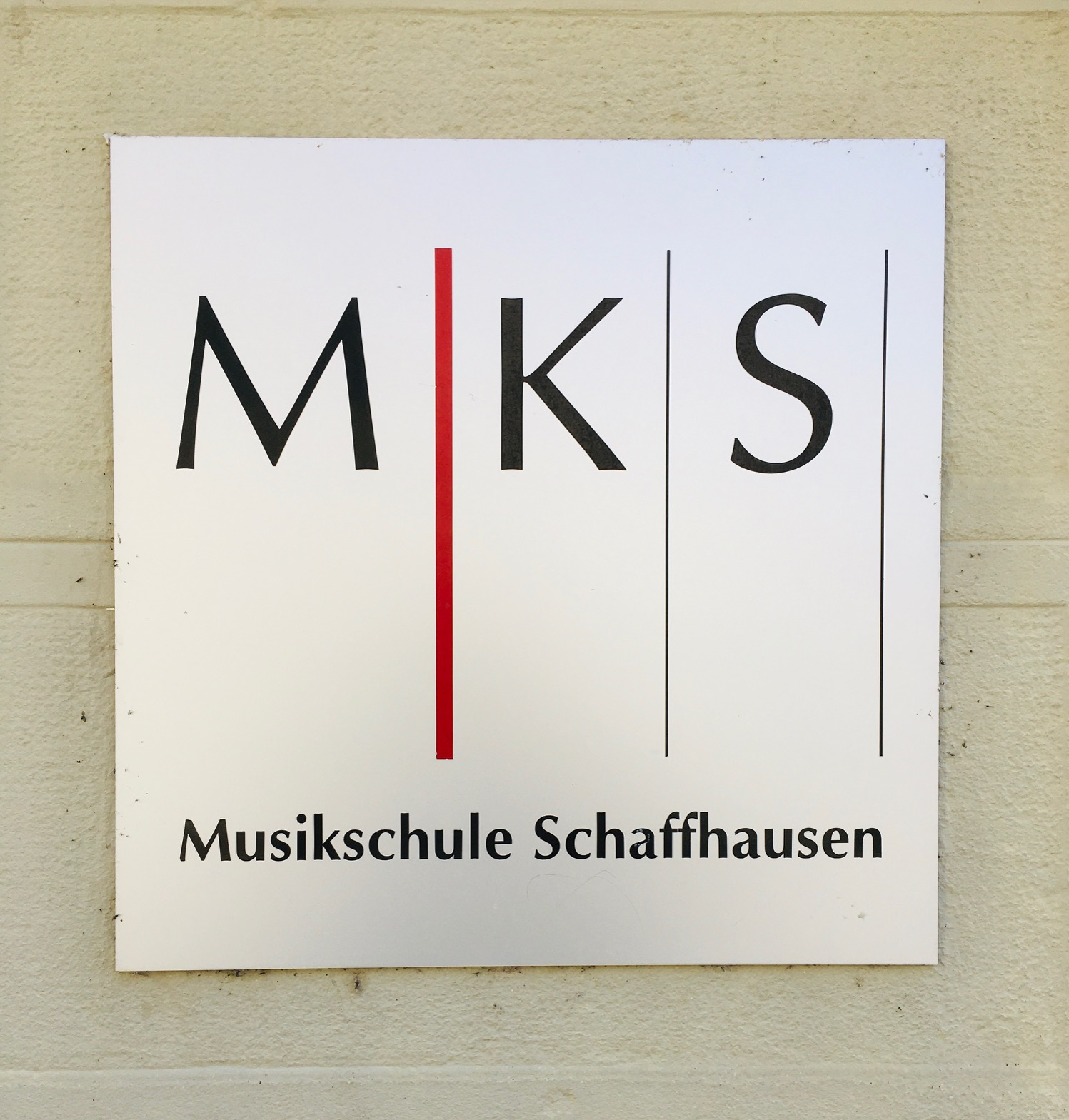

Die Musikschule MKS unterteilt sich (Stand 2021) in eine Abteilung für Instrumental- und Gesangsunterricht sowie eine Singschule. Der Unterricht steht Kindern, Jugendlichen und Erwachsenen offen.
Rund 60 Musikinstrumente können ungefähr ab Schulalter erlernt werden. Es gibt folgende Instrumentalgruppen: Streichinstrumente, Blasinstrumente, Zupfinstrumente, Tasteninstrumente, Schlagzeug und Perkussion, Gesang, Chor und Musiktheater. Ausserdem werden Beatboxen, Dudelsack und Alphorn angeboten.
Für die Frühförderung werden Kurse für Kleinkinder sowie Bambusflöte bis zum Schuleintritt angeboten. Erwachsene können die ihnen entsprechenden Angebote nutzen.

### Singschule MKS
Die Singschule vermittelt nebst dem gemeinsamen Singerlebnis eine allgemeine musikalische Bildung. Die Sänger lernen die Stimme, Musikalität und das gemeinsame Singen zu pflegen und zu entwickeln. Es finden Singlager, offenes Singen, Konzerte und Konzertreisen im In- und Ausland statt.
Die Kleingruppen und Chöre sind altersmässig abgestuft. Es gibt die Tonfinkli (von 3 bis 18 Monaten mit Eltern), die Singmeisen (von 2,5 bis 5 Jahren mit Eltern) und den Spatzenchor (1. und 2. Kindergarten).
Ab Schuleintritt gibt es folgende Chöre: Cantalino (1. bis 3. Klasse), Mädchenchor I (4./5. Schuljahr), Mädchenchor II (6./7. Schuljahr), Knabenchor (ab 4. Schuljahr) und Jugendchor (ab 8. Schuljahr).
Für Erwachsene gibt es den Jugendchor Chorisma und das Vokalensemble Vocalissimo (für Sopran- und Altstimmen).

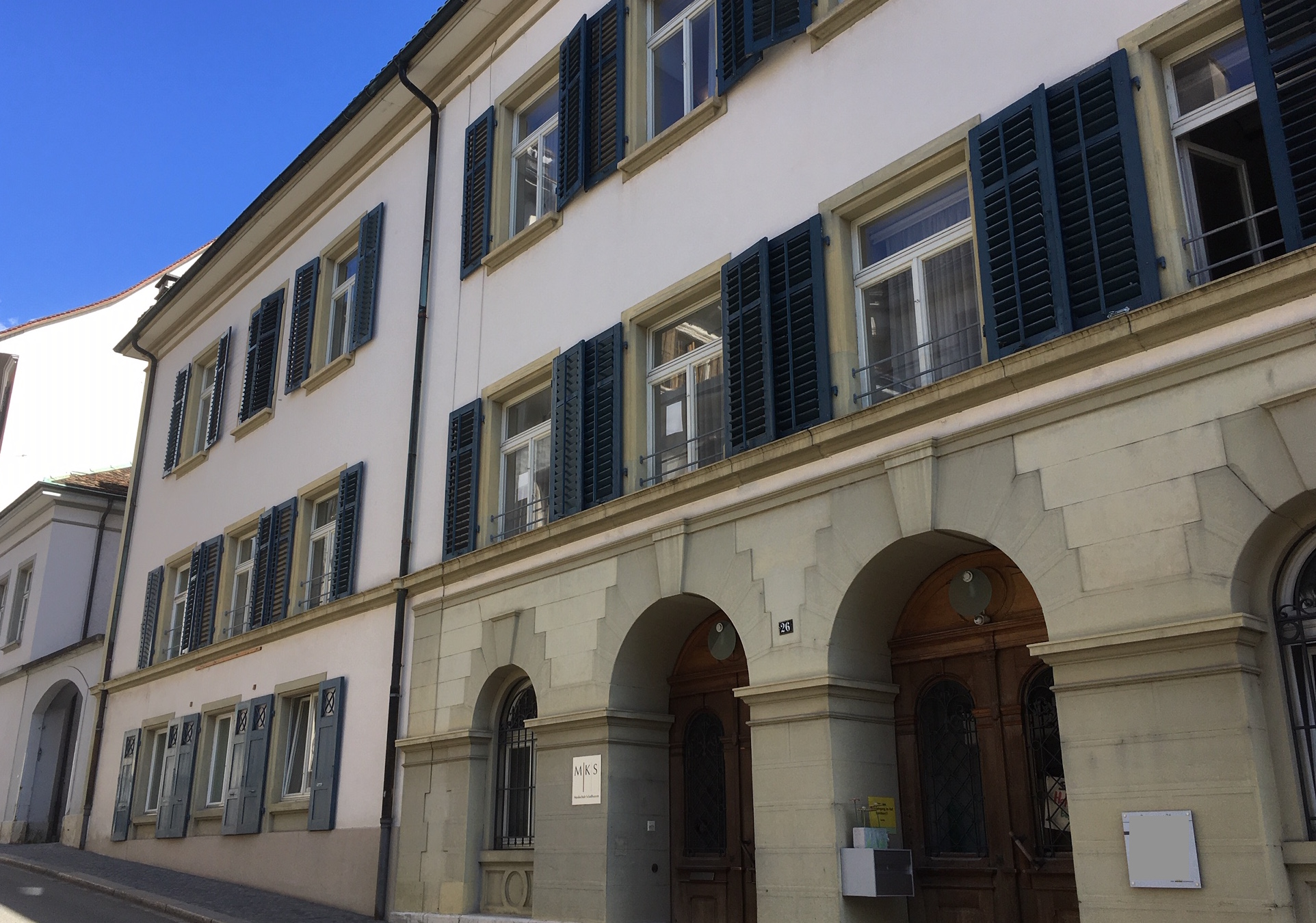
MKS an der Rosengasse 26 in Schaffhausen

### Ensembles und Orchester
Die Musikschule bietet Möglichkeiten für das Zusammenspiel an. Die Orchesterschule gliedert sich in Streicherensembles, die nach Niveau aufgebaut sind und in das projektorientierte Streichorchester Camerata MKS münden. Die Bläserensembles Novellino und Novello ermöglichen den späteren Einstieg ins Blasorchester oder Jugendorchester.
Eine zusätzliche Vertiefung wird in den Stilrichtungen Jazz/Pop/Rock angeboten. Die Bands proben im Jazzkeller der Schule.

### Stufentest
Der Stufentest findet jedes Jahr im Frühjahr statt und steht allen Schülern der MKS offen. Er ist eingeteilt in Stufen von 1 bis 6, wobei die 6. Stufe in etwa dem Niveau einer Aufnahmeprüfung an die Musikhochschule entspricht. Nebst einem Pflichtstück werden ein Selbstwahlstück sowie Theorie verlangt. Die Vorspiele werden von der Schulleitung und einem externen Fachexperten angehört und mittels weiterführenden Feedbacks bewertet.

### Wettbewerb
Das Musikpodium wird alle zwei Jahre durchgeführt. Es ist ein interner Musikwettbewerb, welcher in verschiedenen Kategorien durchgeführt und von einer externen Fachjury abgenommen wird. Er bietet Schülern eine Plattform für Auftritte und ermöglicht den Gewinnern, am Konzertpodium vor Publikum zu spielen.